# Draculiciteria tesselata
Draculiciteria tesselata is een buikharige uit de familie Xenotrichulidae. Het dier komt uit het geslacht Draculiciteria. Draculiciteria tesselata werd in 1968 voor het eerst wetenschappelijk beschreven door Renaud Mornant. 